# 2015年巴林大獎賽
2015年巴林大獎賽（英語：2015 Bahrain Grand Prix），官方名稱為2015年一級方程式賽車海灣航空巴林大獎賽（英語：2015 Formula 1 Gulf Air Bahrain Grand Prix），是2015年4月19日舉辦於巴林的一場一級方程式賽車賽事。比賽在巴林國際賽道進行，總計57圈。這是2015年世界一級方程式錦標賽的第4場分站賽事。
路易斯·漢米爾頓帶著領先法拉利車手賽巴斯蒂安·維泰爾13分的積分差距來到這場比賽，緊追在後的是落後17分的隊友尼可·羅斯堡。梅賽德斯車隊在車隊積分榜上則以40分的積分差距領先法拉利車隊。
漢米爾頓在週六排位賽中取得他職業生涯中的第42座桿位，同時也是本季的連續第4座。最終，漢米爾頓奪得他的第36座分站冠軍，而亞、季軍分別為奇米·雷克南及羅斯堡。

## 賽事簡報

### 背景
梅賽德斯車隊在賽前出現緊張局勢。在結束一週前的中國大獎賽後，尼可·羅斯堡指控他的隊友路易斯·漢米爾頓在比賽中蓄意拖慢他來面對進攻而來的法拉利，並稱他做出了「讓步」。漢米爾頓進而稱羅斯堡並沒有足夠的距離來對他展開攻勢，這項說法遭到羅斯堡回絕，他說他「試過展開攻勢」。車隊對他們的車手發出警告來對此事作出回應，若是他們在賽場上無法產生對車隊最佳的結果，車隊將對這兩位車手做出「控管」。在漢米爾頓提到他的續約合同談判進度延緩後，關於漢米爾頓要求在車隊中明確的頭號車手地位的謠言傳出，而這個要求隨後遭到車手與車隊駁斥。

#### 政治抗議
這裡如同前些年般，有著對繼續舉辦這場大獎賽的抗議。這起抗議凸顯出多數派什葉派在遜尼派統治的阿拉伯國家中的局勢，並要求釋放政治犯。示威者試圖利用一級方程式賽車的到來，將他們的訴求公諸於世。這場比賽在國際特赦組織發表關於巴林「未衰減」的侵犯人權報告後一週舉行。在過去幾年中，一級方程式賽車商業權掌門人伯尼·埃克萊斯頓一直主張政治局勢應與這項運動劃分開來的觀點，並在2013年提到：「我們現在不是來判斷一個國家是如何運行的」。然而，官方在賽前發表一份聲明被視為「180度的政策翻轉」，聲明中指出他們「一直在巴林及其他舉辦國家中致力於尊重人權」。

#### 天氣
巴林大獎賽的天氣是典型的炎熱與乾燥，週五第一階段練習賽開始時的氣溫上看36 °C（97 °F）。然而，在夜晚的正賽可預期出現較低的氣溫。

#### 輪胎
如同2014年，輪胎供應商倍耐力在這場比賽提供車隊白色中性胎作為首選胎，以及黃色軟胎作為備選胎。

### 自由練習賽
法拉利的奇米·雷克南和賽巴斯蒂安·維泰爾是週五早上第一階段自由練習賽的最快車手，而又芬蘭人是場上唯一單圈時間進入1分38秒的車手。梅賽德斯則專注在跑長距離，以高油載來運行他們的車輛，監測輪胎耗損狀況，因此這使他們兩位的名次下滑至第15和16名。維泰爾的法拉利在練習賽初段便出現問題，但他仍在此情況下跑完全程。簡森·巴頓在他的首趟計時圈中，於1號彎處打滑，而他在車隊嘗試更換他車輛的電池的情況下，無法在回到場上。儘管如此，麥拉倫仍有不錯的結果，巴頓的隊友費爾南多·阿隆索以第7名完賽，僅與雷克南的最快單圈差0.7秒。在一週前的中國大獎賽後，喬里恩·帕爾默再度為蓮花出賽第一階段練習賽。
梅賽德斯在週五晚上的第二階段做出了反擊，尼可·羅斯堡以約0.1秒之差領先他的隊友路易斯·漢米爾頓。而兩輛法拉利則以0.5秒落後，雷克南則再度成為兩者之間最快的車手。這次對簡森·巴頓來說又是一次糟糕的練習賽，他在上一階段中途停在半路中，不過此次在結束前仍完成了幾圈並且能夠順利返回維修站。維泰爾造成一起事故而引發了紅旗，他在1號彎因為煞車故障而緩慢行駛，接著被後方超車的印度威力車手塞吉歐·培瑞茲的後輪掃掉了前鼻翼端板。
路易斯·漢米爾頓在週六自由練習賽中居首，而賽巴斯蒂安·維泰爾以0.1秒之差落後。羅斯堡和雷克南則再度擠上前四名。由於高溫及強風，因此很少車輛在練習賽前段出場。在丹尼爾·科維亞特於4號彎打滑後，一度在練習賽中途造成紅旗出現。

### 排位賽
排位賽共包含三個部分，前兩階段分別各淘汰五名車手。包含梅賽德斯的所有車隊皆在第一階段使用超軟胎上陣。在練習賽時車輛出現問題的簡森·巴頓無法做出單圈時間，他的車輛在測試圈時拋錨。路易斯·漢米爾頓寫下最快時間，而維爾特利·鮑達斯位居其後。在巴頓出局後，兩輛馬諾瑪魯西亞也相繼淘汰，另外還有在他的最後一圈發生失誤的丹尼爾·科維亞特和帕斯托·馬爾多納多。費爾南多·阿隆索則幫助麥拉倫在本季首度進入第二階段排位賽。
漢米爾頓於第二階段再度取得最快時間，以約1秒之差領先第二位的奇米·雷克南，而費利佩·馬薩較賽巴斯蒂安·維泰爾來的快，排在第三位。阿隆索最終在第14位淘汰，落在較其隊友小卡洛斯·塞恩斯慢上0.5秒的紅牛二隊車手馬克斯·維斯塔潘之前。塞吉歐·培瑞茲與兩輛薩伯最終也沒能進入前十位。
除了丹尼爾·里卡多之外，其他車手皆在第三階段用上舊胎，以為正賽留上一套新胎，而漢米爾頓又再度寫下最快單圈時間。當車輛出場做出他們第二次及最後一次的計時圈後，里卡多在兩輛法拉利前頭先行跨越終點線，而維泰爾則做出了比隊友雷克南快的時間。在兩輛梅賽德斯最終跨越終點線後，漢米爾頓奪下了他的連續第四座桿位，而尼可·羅斯堡無法超越維泰爾的時間，勉強地排上第三。兩輛威廉斯再度從第三排發車，尼克·胡肯伯格則對排在第八位感到高興。

### 排位賽後
簡森·巴頓因為未能在第一階段排位賽做出任何一圈時間，因此需要幹事的核准才能出賽。幹事根據他在練習賽時的圈速准許他出賽。

### 正賽
賽前，麥拉倫證實他們無法讓簡森·巴頓的車輛上場，因為數據顯示他早先的電子問題仍然存在。費利佩·馬薩的威廉斯在暖胎圈展開後未能出發，因此巴西人必須從維修道起跑。起跑燈因為帕斯托·馬爾多納多停錯發車位，經過一段時間的延誤後來亮起。
比賽正式展開後，路易斯·漢米爾頓保住他的領先地位，他的隊友尼可·羅斯堡嘗試著與賽巴斯蒂安·維泰爾爭奪第二位。而這也為駕駛第二輛法拉利的奇米·雷克南開闢了機會，他從外側超越梅賽德斯取得第三。漢米爾頓試圖拉開差距以保住他的地位，所以法拉利企圖執行「undercut」戰術，這是一種利用提早進站換上新胎來刷快圈速，進而不用超車便能跑在原先在前頭的車輛之前的戰術。同時，羅斯堡在第四圈時從雷克南手中取回第三位，接著又在第九圈末超過維泰爾。
進站潮在第11圈展開，馬薩、胡肯伯格和納斯爾首先進站換上新胎。維泰爾於第14圈比前方車輛早先進站後，漢米爾頓設法將他與維泰爾的差距擴大至8秒。不過undercut策略奏效了，羅斯堡在一圈後進站，出來後落在了法拉利之後。漢米爾頓則在下一圈換胎，出站後剛好落在爭鬥中的羅斯堡與維泰爾之前，羅斯堡在1號彎利用DRS從內側超車取得第二位。此時，他緊追在隊友漢米爾頓之後，但是最終還是無法對他展開攻勢。雷克南在前四位車手之中最晚進站的，他在第18圈時換胎並採取不同的策略，因為他換上了中性胎，而梅賽德斯和維泰爾皆在他們的中段採用軟胎。即便雷克南使用著硬胎，但他還是能夠接近前三名車手。

## 賽事結果

### 排位賽成績
| 名次               | 車號 | 車手              | 車隊              | 第一階段 | 第二階段 | 第三階段 | 發車位 |
| ------------------ | ---- | ----------------- | ----------------- | -------- | -------- | -------- | ------ |
| 1                  | 44   | 路易斯·漢米爾頓   | 梅賽德斯          | 1:33.928 | 1:32.669 | 1:32.571 | 1      |
| 2                  | 5    | 賽巴斯蒂安·維泰爾 | 法拉利            | 1:34.919 | 1:33.623 | 1:32.982 | 2      |
| 3                  | 6    | 尼可·羅斯堡       | 梅賽德斯          | 1:34.398 | 1:33.878 | 1:33.129 | 3      |
| 4                  | 7    | 奇米·雷克南       | 法拉利            | 1:34.568 | 1:33.540 | 1:33.227 | 4      |
| 5                  | 77   | 維爾特利·鮑達斯   | 威廉斯-梅賽德斯   | 1:34.161 | 1:33.897 | 1:33.381 | 5      |
| 6                  | 19   | 費利佩·馬薩       | 威廉斯-梅賽德斯   | 1:34.488 | 1:33.551 | 1:33.744 | 6      |
| 7                  | 3    | 丹尼爾·里卡多     | 紅牛-雷諾         | 1:34.691 | 1:34.403 | 1:33.832 | 7      |
| 8                  | 27   | 尼克·胡肯伯格     | 印度威力-梅賽德斯 | 1:35.653 | 1:34.613 | 1:34.450 | 8      |
| 9                  | 55   | 小卡洛斯·塞恩斯   | 紅牛二隊-雷諾     | 1:35.371 | 1:34.641 | 1:34.462 | 9      |
| 10                 | 8    | 羅曼·格羅斯讓     | 蓮花-梅賽德斯     | 1:35.007 | 1:34.123 | 1:34.484 | 10     |
| 11                 | 11   | 塞吉歐·培瑞茲     | 印度威力-梅賽德斯 | 1:35.451 | 1:34.704 |          | 11     |
| 12                 | 12   | 費利佩·納斯爾     | 薩伯-法拉利       | 1:35.310 | 1:34.737 |          | 12     |
| 13                 | 9    | 马库斯·埃里克松   | 薩伯-法拉利       | 1:35.438 | 1:35.034 |          | 13     |
| 14                 | 14   | 費爾南多·阿隆索   | 麥拉倫-本田       | 1:35.205 | 1:35.039 |          | 14     |
| 15                 | 33   | 馬克斯·維斯塔潘   | 紅牛二隊-雷諾     | 1:35.611 | 1:35.103 |          | 15     |
| 16                 | 13   | 帕斯托·馬爾多納多 | 蓮花-梅賽德斯     | 1:35.677 |          |          | 16     |
| 17                 | 26   | 丹尼爾·科維亞特   | 紅牛-雷諾         | 1:35.800 |          |          | 17     |
| 18                 | 28   | 威爾·史蒂文斯     | 瑪魯西亞-法拉利   | 1:38.713 |          |          | 18     |
| 19                 | 98   | 羅伯托·梅里       | 瑪魯西亞-法拉利   | 1:39.722 |          |          | 19     |
| 107%時間：1:40.502 |      |                   |                   |          |          |          |        |
| －                 | 22   | 簡森·巴頓         | 麥拉倫-本田       | 未作時間 |          |          | 201    |
| 來源：             |      |                   |                   |          |          |          |        |

註記：
^1 －儘管簡森·巴頓沒有做出排位賽時間，但仍獲幹事准許出賽。

### 正賽成績
| 名次   | 車號 | 車手              | 車隊              | 圈數 | 時間/退賽   | 發車位 | 積分 |
| ------ | ---- | ----------------- | ----------------- | ---- | ----------- | ------ | ---- |
| 1      | 44   | 路易斯·漢米爾頓   | 梅賽德斯          | 57   | 1:35:05.809 | 1      | 25   |
| 2      | 7    | 奇米·雷克南       | 法拉利            | 57   | +3.380      | 4      | 18   |
| 3      | 6    | 尼可·羅斯堡       | 梅賽德斯          | 57   | +6.033      | 3      | 15   |
| 4      | 77   | 維爾特利·鮑達斯   | 威廉斯-梅賽德斯   | 57   | +42.957     | 5      | 12   |
| 5      | 5    | 賽巴斯蒂安·維泰爾 | 法拉利            | 57   | +43.989     | 2      | 10   |
| 6      | 3    | 丹尼爾·里卡多     | 紅牛-雷諾         | 57   | +61.751     | 7      | 8    |
| 7      | 8    | 羅曼·格羅斯讓     | 蓮花-梅賽德斯     | 57   | +84.763     | 10     | 6    |
| 8      | 11   | 塞吉歐·培瑞茲     | 印度威力-梅賽德斯 | 56   | +1圈        | 11     | 4    |
| 9      | 26   | 丹尼爾·科維亞特   | 紅牛-雷諾         | 56   | +1圈        | 17     | 2    |
| 10     | 19   | 費利佩·馬薩       | 威廉斯-梅賽德斯   | 56   | +1圈        | 6      | 1    |
| 11     | 14   | 費爾南多·阿隆索   | 麥拉倫-本田       | 56   | +1圈        | 14     |      |
| 12     | 12   | 費利佩·納斯爾     | 薩伯-法拉利       | 56   | +1圈        | 12     |      |
| 13     | 27   | 尼克·胡肯伯格     | 印度威力-梅賽德斯 | 56   | +1圈        | 8      |      |
| 14     | 9    | 马库斯·埃里克松   | 薩伯-法拉利       | 56   | +1圈        | 13     |      |
| 15     | 13   | 帕斯托·馬爾多納多 | 蓮花-梅賽德斯     | 56   | +1圈        | 181    |      |
| 16     | 28   | 威爾·史蒂文斯     | 瑪魯西亞-法拉利   | 55   | +2圈        | 191    |      |
| 17     | 98   | 羅伯托·梅里       | 瑪魯西亞-法拉利   | 54   | +3圈        | 201    |      |
| Ret    | 33   | 馬克斯·維斯塔潘   | 紅牛二隊-雷諾     | 34   | 電子        | 15     |      |
| Ret    | 55   | 小卡洛斯·塞恩斯   | 紅牛二隊-雷諾     | 29   | 引擎        | 9      |      |
| DNS    | 22   | 簡森·巴頓         | 麥拉倫-本田       | 0    | ERS         | －2    |      |
| 來源： |      |                   |                   |      |             |        |      |

註記：
^1 －帕斯托·馬爾多納多錯將車停在第18格發車位上。這使得除了17位的丹尼爾·科維亞特外，在他之後的車手皆延後兩位，而第16格發車位則被空置。

^2 －麥拉倫由於能量回收系統出了問題，無法啟動簡森·巴頓的車輛，以致其將車停留在維修站中。

### 賽後排名
|   | 名次 | 車手              | 積分 |
| - | ---- | ----------------- | ---- |
|   | 1    | 路易斯·漢米爾頓   | 93   |
| 1 | 2    | 尼可·羅斯堡       | 66   |
| 1 | 3    | 賽巴斯蒂安·維泰爾 | 65   |
| 1 | 4    | 奇米·雷克南       | 42   |
| 1 | 5    | 費利佩·馬薩       | 31   |

|   | 名次 | 車隊            | 積分 |
| - | ---- | --------------- | ---- |
|   | 1    | 梅賽德斯        | 159  |
|   | 2    | 法拉利          | 107  |
|   | 3    | 威廉斯-梅賽德斯 | 61   |
| 1 | 4    | 紅牛-雷諾       | 23   |
| 1 | 5    | 薩伯-法拉利     | 19   |

- 註記：僅列出前五名。

## 外部連結
| 上一場： 2015年中國大獎賽 | 2015年世界一级方程式锦标赛 | 下一場： 2015年西班牙大獎賽 |
| 上一屆： 2014年巴林大獎賽 | 巴林大獎賽                 | 下一屆： 2016年巴林大獎賽   |